# Luboczanka
Luboczanka – rzeka, lewostronny dopływ Pilicy o długości 21,4 km. 
Płynie na Wysoczyźnie Rawskiej. Swój początek bierze w miejscowości Wielka Wola w gminie Czerniewice, a uchodzi do Pilicy na wschód od Luboczy. Dawniej rzeka kończyła się w Domaniewicach.
W XV i XVI wieku rzeka nosiła nazwę Lubocza, urobioną od nazwy wsi Lubocz, przez którą przepływa. W XVIII wieku pojawiła się alternatywna nazwa wodna Leśnica, która w dwóch następnych wiekach rywalizowała z mianem Luboczka lub Lubocka (domyślnie: rzeka). Współczesna postać Luboczanka w zapisach źródłowych pojawiła się dopiero w drugiej połowie XX wieku.   
W rzece występują różne gatunki ryb, bobry, dawniej występowały raki. Luboczanka jest rzeką meandrująca.